# Future Starts Slow
Future Starts Slow è un singolo del gruppo musicale britannico The Kills, pubblicato nel 2011 ed estratto dall'album Blood Pressures.

## Tracce
1. Future Starts Slow - 4:08
2. Blue Moon - 3:00

## Formazione
- Alison "VV" Mosshart – voce
- Jamie "Hotel" Hince – batteria, chitarra

## Video
Il videoclip della canzone è stato diretto da Philip Andelman.

## In altri media
La canzone è stata scelta come brano di apertura della miniserie televisiva Political Animals, andata in onda nel 2012.